# Seznam měst v Kolumbii
Toto je seznam měst v Kolumbii.

Mapa Kolumbie

Zdaleka největší aglomerací v Kolumbii je Bogotá (hlavní město), kde žije 7 881 156 obyvatel. Dalšími velkými aglomeracemi jsou Medellín, kde žije 3 312 165 obyvatel, Cali, kde žije 2 530 756 obyvatel, Barranquilla, kde žije 1 694 879 obyvatel, a Bucaramanga, kde žije 1 012 331 obyvatel (sčítání v roce 2005). Dohromady to představuje asi 40% obyvatelstva celé země.
V následující tabulce jsou uvedena města nad 100 000 obyvatel, výsledky sčítání obyvatelstva z 15. října 1985, 24. října 1993 a 22. května 2005 a správní jednotky (departementy), do nichž města náleží. Bogotá představuje samostatný federální distrikt a nepatří do žádného departementu. Počet obyvatel se vztahuje na město v úzkém slova smyslu (geografický obvod města), nikoliv na město ve smyslu politickém. Města jsou seřazena podle velikosti.
| Města v Kolumbii | Města v Kolumbii | Města v Kolumbii    | Města v Kolumbii    | Města v Kolumbii    | Města v Kolumbii   |
| Pořadí           | Město            | sčítání v roce 1985 | sčítání v roce 1993 | sčítání v roce 2005 | Departement        |
| ---------------- | ---------------- | ------------------- | ------------------- | ------------------- | ------------------ |
| 1.               | Bogotá           | 4 176 769           | 4 931 796           | 6 763 325           | Bogotá             |
| 2.               | Medellín         | 1 452 392           | 1 551 160           | 2 187 356           | Antioquia          |
| 3.               | Cali             | 1 369 331           | 1 641 498           | 2 039 626           | Valle del Cauca    |
| 4.               | Barranquilla     | 917 486             | 990 547             | 1 109 067           | Atlántico          |
| 5.               | Cartagena        | 513 986             | 616 231             | 845 801             | Bolívar            |
| 6.               | Cúcuta           | 383 584             | 459 640             | 566 244             | Norte de Santander |
| 7.               | Bucaramanga      | 351 687             | 410 065             | 502 654             | Santander          |
| 8.               | Ibagué           | 280 638             | 340 191             | 465 859             | Tolima             |
| 9.               | Soledad          | 168 291             | 236 521             | 455 029             | Atlántico          |
| 10.              | Soacha           | 100 691             | 222 565             | 393 006             | Cundinamarca       |
| 11.              | Santa Marta      | 175 687             | 270 253             | 384 189             | Magdalena          |
| 12.              | Villavicencio    | 162 556             | 219 976             | 361 058             | Meta               |
| 13.              | Bello            | 211 203             | 257 707             | 359 404             | Antioquia          |
| 14.              | Pereira          | 241 927             | 348 023             | 358 681             | Risaralda          |
| 15.              | Manizales        | 283 365             | 303 136             | 342 620             | Caldas             |
| 16.              | Pasto            | 203 742             | 261 368             | 312 759             | Nariño             |
| 17.              | Neiva            | 179 908             | 237 239             | 295 412             | Huila              |
| 18.              | Valledupar       | 150 838             | 202 404             | 294 731             | Cesar              |
| 19.              | Buenaventura     | 165 829             | 194 727             | 290 457             | Valle del Cauca    |
| 20.              | Montería         | 162 056             | 210 297             | 288 192             | Córdoba            |
| 21.              | Armenia          | 192 409             | 216 467             | 265 020             | Quindío            |
| 22.              | Floridablanca    | 142 153             | 187 197             | 241 685             | Santander          |
| 23.              | Popayán          | 149 019             | 169 423             | 227 840             | Cauca              |
| 24.              | Palmira          | 181 157             | 196 213             | 223 049             | Valle del Cauca    |
| 25.              | Sincelejo        | 122 484             | 168 410             | 218 430             | Sucre              |
| 26.              | Itagüí           | 139 050             | 175 626             | 209 498             | Antioquia          |
| 27.              | Barrancabermeja  | 141 516             | 144 769             | 168 307             | Santander          |
| 28.              | Envigado         | 87 574              | 107 402             | 166 742             | Antioquia          |
| 29.              | Dos Quebradas    | 97 063              | 129 572             | 164 437             | Risaralda          |
| 30.              | Maicao           | 49 262              | 80 770              | 164 011             | La Guajira         |
| 31.              | Tuluá            | 103 123             | 125 137             | 157 512             | Valle del Cauca    |
| 32.              | Tunja            | 89 164              | 101 622             | 145 138             | Boyacá             |
| 33.              | Riohacha         | 49 931              | 77 083              | 137 224             | La Guajira         |
| 34.              | Florencia        | 71 305              | 82 708              | 120 403             | Caquetá            |
| 35.              | Cartago          | 95 650              | 100 946             | 119 063             | Valle del Cauca    |
| 36.              | Girón            | 40 255              | 71 618              | 117 672             | Santander          |
| 37.              | Apartadó         | 29 847              | 56 330              | 114 840             | Antioquia          |
| 38.              | Quibdó           | 50 277              | 65 904              | 100 113             | Chocó              |